# Martin Kupper
Martin Kupper, né le 31 mai 1989, est un athlète estonien, spécialiste du lancer de disque.

## Carrière
Le 14 mars 2015, il réalise la meilleure performance mondiale de l'année en 66,67 m, son record personnel, lors de la Coupe d'Europe hivernale des lancers à Leiria. Il avait terminé 9e des Championnats d'Europe de Zurich en août 2014. Son précédent record était de 65,03 m à Paunküla en 2013.
Il est éliminé en qualifications des Championnats du monde de Pékin en août 2015. Il est second lors de la Coupe d'Europe hivernale des lancers 2016 à Arad.
Le 9 juillet 2016, Kupper se classe 7e des Championnats d'Europe d'Amsterdam avec 63,55 m.

## Palmarès
| Date | Compétition                          | Lieu             | Résultat | Marque  |
| ---- | ------------------------------------ | ---------------- | -------- | ------- |
| 2013 | Coupe d'Europe hivernale des lancers | Castellon        | 8e       | 60,64 m |
| 2014 | Coupe d'Europe hivernale des lancers | Leiria           | 10e      | 58,19 m |
| 2014 | Championnats d'Europe                | Zurich           | 9e       | 60,89 m |
| 2015 | Coupe d'Europe hivernale des lancers | Leiria           | 1er      | 66,67 m |
| 2015 | Championnats d'Europe par équipes    | Heraklion        | 4e       | 59,36 m |
| 2016 | Championnats d'Europe                | Amsterdam        | 7e       | 63,55 m |
| 2016 | Coupe d'Europe hivernale des lancers | Arad             | 2e       | 62,20 m |
| 2016 | Jeux olympiques                      | Rio de Janeiro   | 4e       | 66,58 m |
| 2016 | Ligue de diamant                     | Ligue de diamant | 7e       | détails |
| 2017 | Coupe d'Europe hivernale des lancers | Grande Canarie   | 3e       | 62,86 m |
| 2019 | Championnats d'Europe par équipes    | Varazdin         | 2e       | 63,51 m |

## Records
| Épreuve          | Performance | Lieu   | Date         |
| ---------------- | ----------- | ------ | ------------ |
| Lancer du disque | 66,67 m     | Leiria | 14 mars 2015 |